# Mangeln
Mangeln (originaltitel The Mangler) är en novell från 1978 av den amerikanske författaren Stephen King. Novellen handlar om en mangel vid en tvättinrättning som blir besatt av en demon. En dag råkar en kvinna åka med in i mangeln, och manglas sönder. När fler personer skadas, eller dör av mangeln beslutar sig två män för att stoppa mangeln.
Novellen filmades 1995 under samma namn som originaltiteln.